# Rakoniewice (gmina)
Pour les articles homonymes, voir Rakoniewice (homonymie).
Rakoniewice est une gmina mixte du powiat de Grodzisk Wielkopolski, Grande-Pologne, dans le centre-ouest de la Pologne. Son siège est la ville de Rakoniewice, qui se situe environ 13 km au sud-ouest de Grodzisk Wielkopolski et 53 km au sud-ouest de la capitale régionale Poznań.
La gmina couvre une superficie de 201,01 km2 pour une population de 12 896 habitants en 2011.

## Géographie

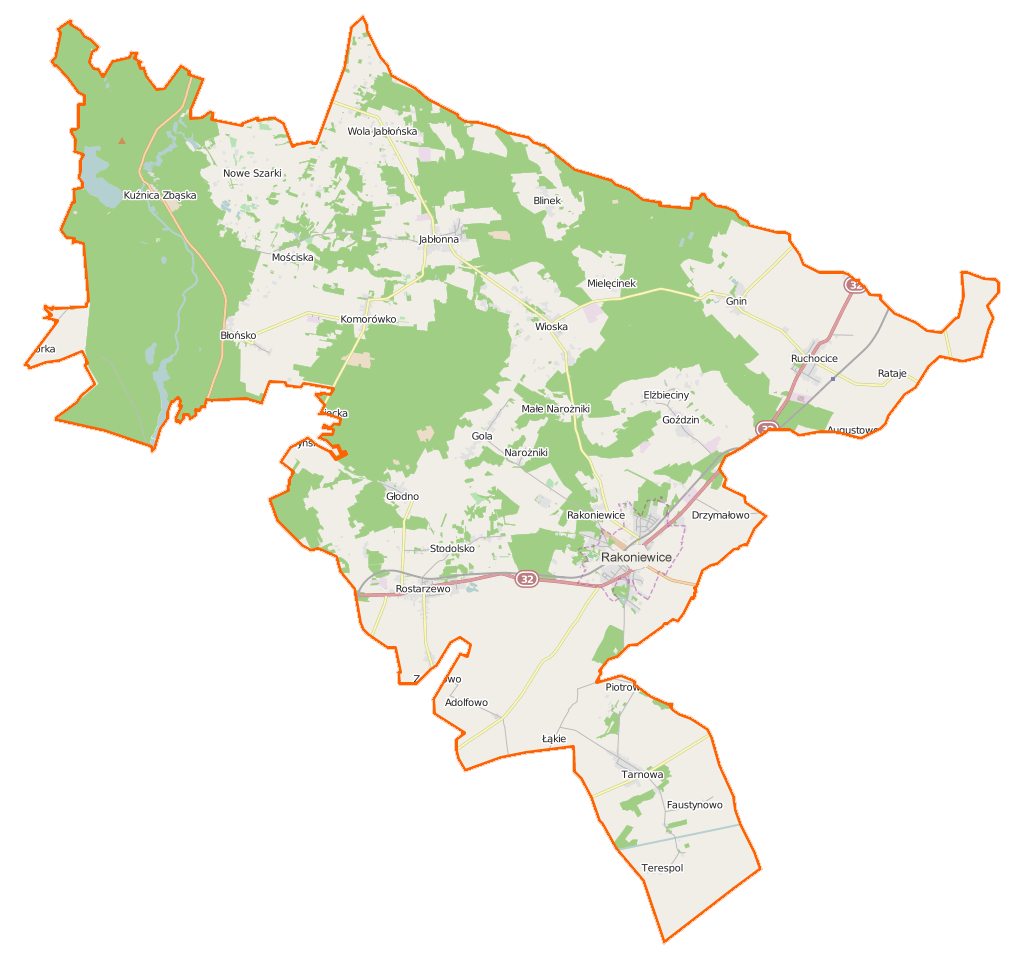
Plan de la gmina.

Outre la ville de Rakoniewice, la gmina inclut les villages de:
- Adolfowo
- Blinek
- Błońsko
- Cegielsko
- Drzymałowo
- Elżbieciny
- Głodno
- Gnin
- Gola
- Goździn
- Jabłonna
- Komorówko
- Kuźnica Zbąska
- Łąkie
- Narożniki
- Rakoniewice
- Rataje
- Rostarzewo
- Ruchocice
- Stodolsko
- Tarnowa
- Terespol
- Wioska
- Wola Jabłońska

### Gminy voisines
La gmina de Rakoniewice est bordée des gminy de :
- Grodzisk Wielkopolski
- Kamieniec
- Nowy Tomyśl
- Przemęt
- Siedlec
- Wielichowo
- Wolsztyn

## Structure du terrain
D'après les données de 2013, la superficie de la commune de Rakoniewice est de 201,01 km², répartis comme tel :
- terres agricoles : 52%
- forêts : 41%

La commune représente 31,25% de la superficie du powiat.

## Démographie
Données du 30 juin 2004 :
| Description        | Total  | Total | Femmes | Femmes | Hommes | Hommes |
| ------------------ | ------ | ----- | ------ | ------ | ------ | ------ |
| Unité              | Nombre | %     | Nombre | %      | Nombre | %      |
| population         | 12 404 | 100   | 6 194  | 49,9   | 6 210  | 50,1   |
| Densité (hab./km²) | 61,7   | 61,7  | 30,8   | 30,8   | 30,9   | 30,9   |